# 남정섭
남정섭(南貞燮, 1913년 ~ 1992년)은 대한민국의 검사이자 대전일보를 설립한 언론인이다. 본관은 영양이다.
1949년 조선변호사시험에 합격하여, 1952년 대전지검에 검사로 부임한 후 1961년간 검사로 근무하였다. 1961년 변호사를 개업하고 1963년 대전일보를 인수하여 사장직을 맡았다.
대전변호사회장, 대한변호사협회부회장, 한국신문협회이사, 대전로타리클럽 회장 등을 역임하였고, 1992년에 사망하였다.